# Wyss Samen und Pflanzen
Die Wyss Samen und Pflanzen AG ist ein Schweizer Produktions- sowie Gross- und Einzelhandelsunternehmen für Sämereien, Pflanzen, Gartenbedarfsartikel und Futtermittel. Zum Unternehmen gehört auch ein Gartenbau-Fachverlag. Der Hauptsitz von Wyss befindet sich in Zuchwil im Kanton Solothurn.

## Geschichte und Gegenwart
Das Unternehmen wurde 1858 von dem damals 22-jährigen François Wyss beim Schloss Blumenstein in Solothurn als Gärtnerei gegründet. Seit 1881 wurde Saatgut verkauft. 1910 errichtete einer seiner Söhne, Emil Wyss (1883–1968), eine Baumschule in Zuchwil. Der Standort wurde immer weiter ergänzt. 1942 wurde das Unternehmen in eine Aktiengesellschaft umgewandelt. 1962 entstand in Zuchwil eines der ersten Gartencenter der Schweiz, 1971 wurde der Firmensitz endgültig dorthin verlegt.
Die heutige Geschäftsleitung besteht aus Philipp Wyss (Vorsitzender), Adrian Winter und Hans Walter Müller. Insgesamt beschäftigt Wyss rund 230 Mitarbeiter und erzielte im Jahr 2007 einen Umsatz von rund 60 Millionen Schweizer Franken, wovon allein die Gartencenter 40 Millionen erwirtschaften.

## Geschäftseinheiten

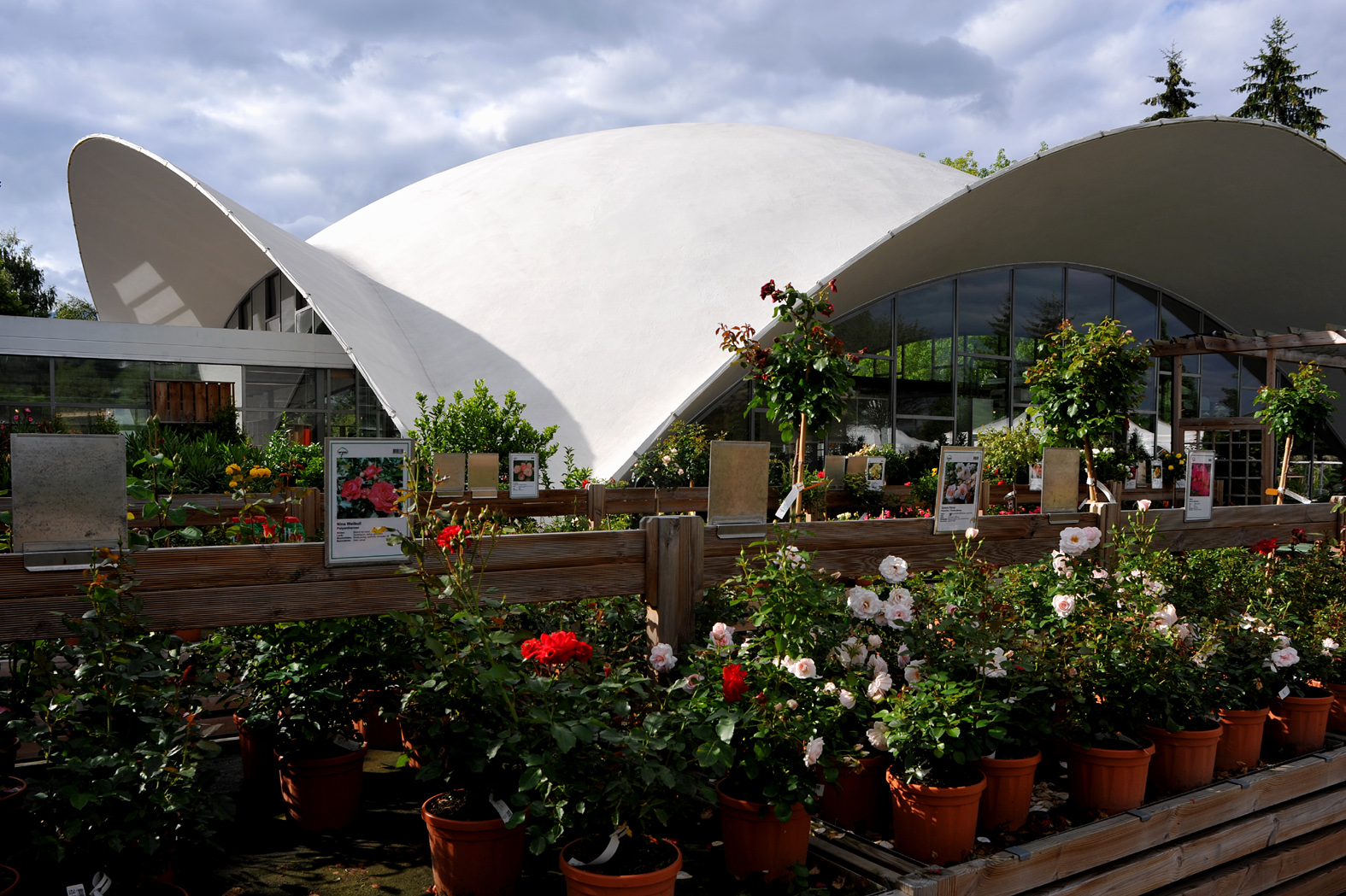
Dachschale von Heinz Isler

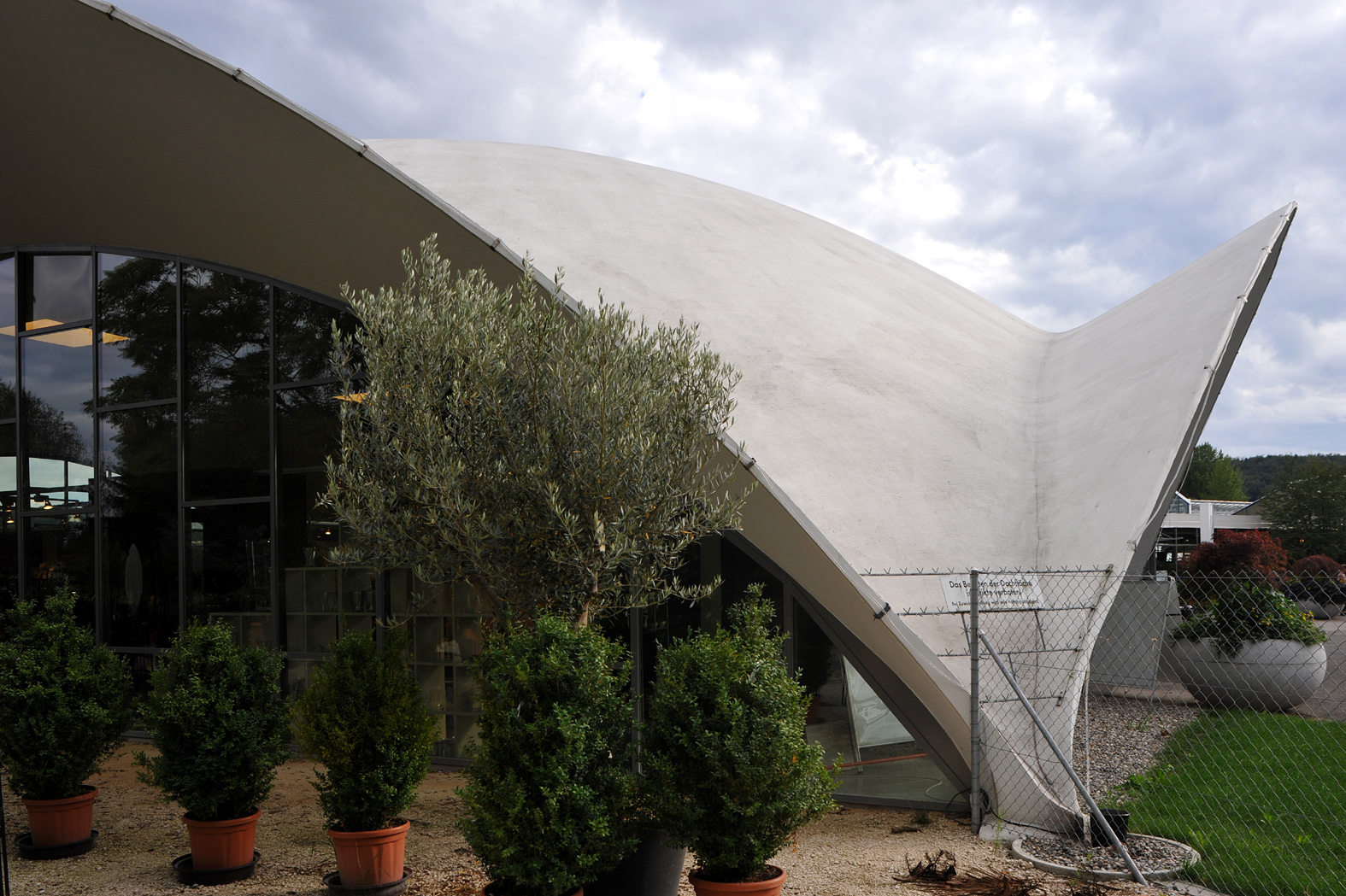
Dachschale

Wyss betreibt unter der Bezeichnung Wyss GartenHaus eine Fachgartencenter-Kette mit Standorten Aarau (seit 1991), Bern (seit 1990), Biel (seit 1992), Buttisholz (seit 1986), Emmen LU (seit 1976), Muttenz (seit 1979), Oberwil BL (seit 1980), Volketswil (seit 1984) und Zuchwil (grösster Standort, seit 1962). Wyss GartenHaus hat rund 145 Mitarbeiter, davon 8 Auszubildende.
Das 1961–1962 errichtete Verkaufs- und Pflanzenschauhaus am Hauptsitz von Wyss in Zuchwil steht seit 2007 unter kantonalem Denkmalschutz. Der in zwei Achsen gekrümmte Kuppelbau in Betonschalenbauweise des Schweizer Architekten Heinz Isler überspannt etwa 650 m², liegt jedoch lediglich auf vier Punktstützen auf und ist an vier Seiten senkrecht verglast. Es ist das erste Werk Islers in dieser Bauweise und gilt als „Wahrzeichen von Zuchwil“.
Zu Wyss gehören ausserdem drei Produktionsbetriebe: eine Baumschule in Heinrichswil/Hersiwil (16 Hektar), eine Gärtnerei in Biel (8'000 m²) und eine Gärtnerei in Zuchwil (10'000 m²).
Der Geschäftsbereich Grosshandel beliefert andere gärtnerische Produktionsbetriebe sowie Detailhandelsunternehmen (z. B. Coop) mit Saatgut, Jungpflanzen, Substraten und technischen Artikeln.
Unter seiner Eigenmarke Select vertreibt Wyss Saatgut, Blumenzwiebeln, Knollen u. ä. über einen eigenen Onlineshop auch im Internet.
Wyss betreibt des Weiteren in Zuchwil den grössten Versuchs- und Schaugarten der Schweiz. Dort werden Blumen- und Gemüsesamen, Zwiebeln und Knollen sowie Heil- und Küchenkräuter rund 2'000 verschiedener Sorten der unternehmenseigenen Marke Select sowie Neuheiten verschiedener Züchter kultiviert und auf ihr Eignung für die Verwendung in der Schweiz geprüft. Die Anlage ist täglich öffentlich zugänglich, Gruppenführungen sind nach Anmeldung möglich.
Die Geschäftseinheit Wyss Innenbegrünung mit Geschäftsstellen in Zuchwil, Schlieren bei Zürich und Muttenz bei Basel ist mit mehr als 100'000 betreuten Gefässen bei rund 750 Kunden (meist Banken, Versicherungen, Industrie- und Gewerbeunternehmen sowie öffentliche Verwaltungen) Schweizer Marktführer in der Pflege von Innenraumbegrünungen. Ausserdem werden von den rund 50 Mitarbeitern dieser Geschäftseinheit schweizweit Begrünungen nach verschiedenen Systemen (in Hydrokultur, Semihydro, Erdkultur und Substraten vulkanischen Ursprungs) geplant und realisiert.
Eine weitere Geschäftseinheit ist der in Solothurn ansässige Verlag Der Gartenbau, Herausgeber der gleichnamigen grössten Fachzeitschrift des schweizerischen Erwerbsgartenbaus (verkaufte Auflage laut WEMF/SW-Auflagenbeglaubigung im Basisjahr 1. Juli 2006 bis 30. Juni 2007: 5'317 Exemplare, Druckauflage 6'600 Exemplare). Die Zeitschrift wurde 1879 von François Wyss als Schweizerisches Offertenblatt für Gartenbau gegründet, erscheint heute vorwiegend in der Deutschschweiz, heute 50 mal im Jahr, und ist das offizielle Publikationsorgan von Bund Schweizer Baumpflege, Grüne Berufe Schweiz und Schweizerischer Fachvereinigung Gebäudebegrünung.